# 가스가 신사 (단바사사야마시)

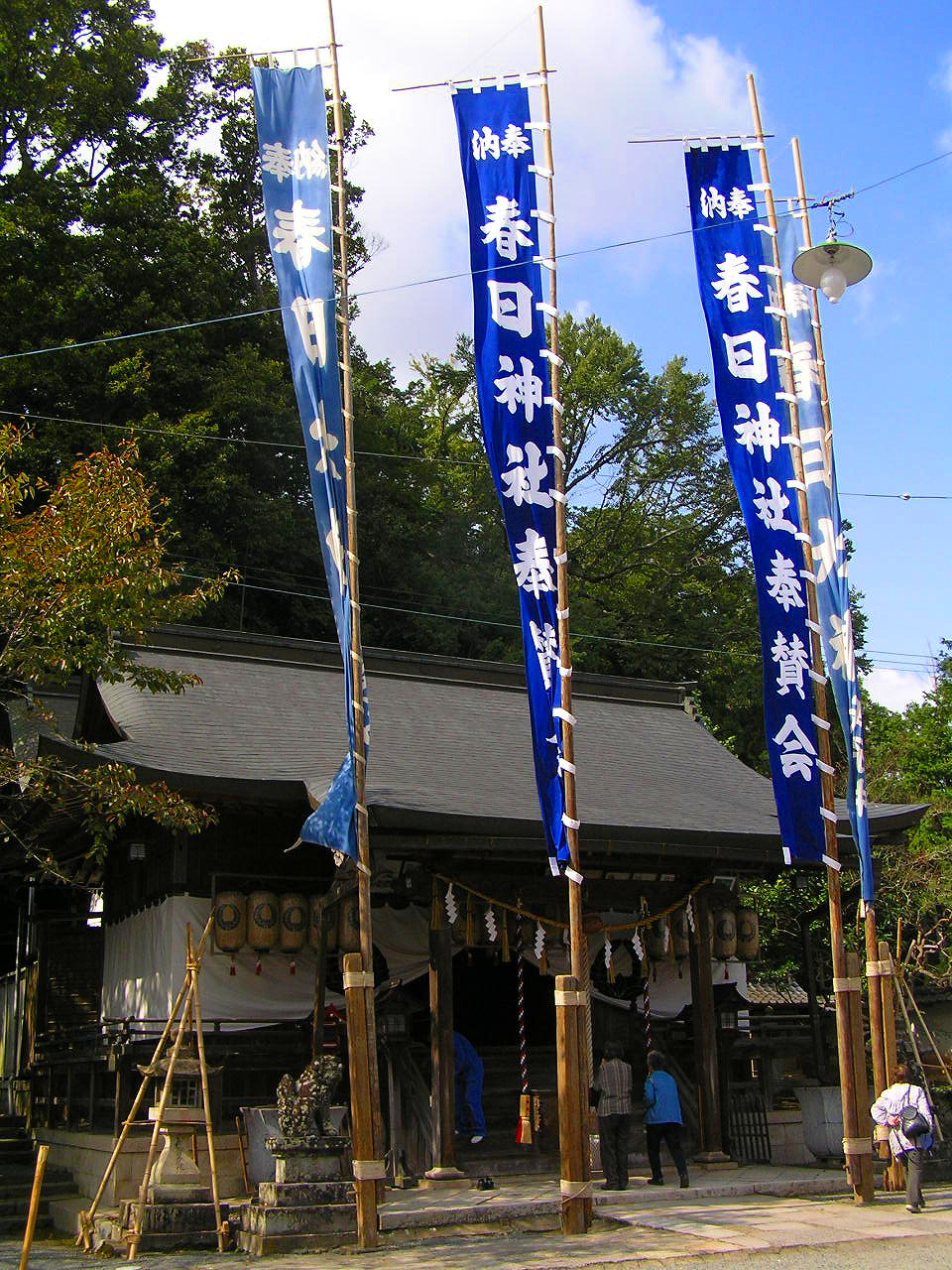
가스가 신사

가스가 신사(일본어: 春日神社 가스가진쟈[*])은 효고현 단바사사야마시에 위치한 신사이다.